# Shigeru Morioka
Shigeru Morioka (jap. 森岡 茂 Morioka Shigeru; ur. 12 kwietnia 1973) – japoński piłkarz.

## Kariera klubowa
Od 1992 do 2008 roku występował w klubach Gamba Osaka, Kyoto Purple Sanga, Vissel Kobe i Banditonce Kakogawa.

## Kariera reprezentacyjna
Został powołany do kadry na Igrzyska Olimpijskie w 1996 roku.